# Delia rossica
Delia rossica este o specie de muște din genul Delia, familia Anthomyiidae, descrisă de Willi Hennig în anul 1974. Conform Catalogue of Life specia Delia rossica nu are subspecii cunoscute.